# Cuna de lobos
Cuna de Lobos (Brasil: Ambição ) é uma telenovela mexicana produzida por Carlos Téllez para a Televisa e foi exibida pelo Canal de las Estrellas entre 13 de outubro de 1986 a 5 de junho de 1987, sucedendo Monte calvario e antecedendo Victoria, no horário nobre.
Inspirada no filme The Anniversary, foi escrita por Carlos Olmos e dirigida e produzida por Carlos Téllez.
Foi protagonizada por Gonzalo Vega e Diana Bracho e antagonizada por María Rubio, Alejandro Camacho, Rebecca Jones e Lilia Aragón. A personagem Catalina Creel, interpretada por María Rubio, é considerada uma das maiores vilãs da teledramaturgia mexicana.

## Enredo
Catalina Creel Larios(María Rubio) envenenou seu próprio marido para ficar no comando das indústrias farmacêuticas “LarCreel”. Como consequência disso o pobre homem sofre um acidente de carro e morre. Neste acidente, seu filho Alexandre (Alejandro Camacho) conhece Leonora (Diana Bracho), uma boa moça que socorre seu pai mesmo sem êxito. É chegada a hora do testamento, e para isso José Carlos (Gonzalo Vega), o outro irmão de Alexandre retorna de Houston. A abertura do testamento causa espanto a todos, pois só poderá tomar posse da fortuna o filho que primeiro lhe der um neto. As coisas estariam mais fáceis para Alexandre já que este é casado com a ambiciosa Vilma (Rebecca Jones), enquanto José Carlos é solteiro.
Tudo se complica quando Alexandre descobre que Vilma é estéril, e ele para não perder a fortuna do pai trama um diabólico plano, com o apoio de Catalina, se envolver com Leonora, a boa moça que acudiu seu pai no acidente. Leonora, inocente, cai na armadilha de Alexandre e se casa com ele sem saber que ele já era casado e acaba engravidando e ao dar a luz tem seu bebê tirado. Transtornada, Leonora é internada compulsoriamente em um hospital psiquiátrico, nesse tempo ela arquiva recortes de revista que noticiassem qualquer assunto relacionado a família Larios, e com esse hábito, descobre a existência de José Carlos. Alexandre apresenta a sua mãe o menino como um neto legítimo, ela descobre toda a verdade, mas não se importa, pois tem uma paixão doentia pelo filho, ao contrário de José Carlos a quem insiste em culpar pela falsa perda de um de seus olhos.
Leonora após um ano de internamento obtém alta, seu objetivo é recuperar seu filho, assim, ela planeja seduzir José Carlos e com ele se casar, pois dessa forma estaria financeiramente forte e próxima daquele. Quando José Carlos apresenta sua família, Leonora sente estar na boca de lobos, pois Catalina não polpa tormentos a ela. A moça não conta a verdade para o marido pensando em perdê-lo. Em meio a tudo isso, Catarina  ameaça e mata com as próprias mãos todas as pessoas que sabem deste segredo e que de alguma forma podem prejudicá-la.
Catarina sabota o avião que José Carlos e a nora, Leonora, embarcaria para Houston. Porém, Vilma descobre que tem um câncer e precisa se tratar urgentemente, então ela e Alexandre pedem que os deixem ir no avião particular da família, antes disso, Vilma devolve o filho à Leonora.
Sem saber do plano da mãe, Alexandre parte com a esposa no avião que acaba por explodir matando os dois. Catalina já exausta das investigações da polícia juntamente com a morte do filho preferido, se suicida deixando por vir Leonora e José Carlos tentarem ser felizes, até que a ambição de alguém os corrompa.

## Elenco
| Ator                               | Personagem                                    |
| ---------------------------------- | --------------------------------------------- |
| María Rubio                        | Catarina Creel de Larios                      |
| Diana Bracho                       | Leonora Navarro Castillejos de Larios         |
| Gonzalo Vega                       | José Carlos Larios                            |
| Alejandro Camacho                  | Alexandre Larios Creel                        |
| Rebecca Jones                      | Vilma Gaxiola de la Fuente de Larios          |
| Rosa María Bianchi                 | Bertha Montero / Michelle Albán               |
| Lilia Aragón                       | Rosa Mendonça                                 |
| Carmen Montejo                     | Esperança Cabral                              |
| Raúl Meraz                         | Carlos Larios                                 |
| Carlos Cámara                      | Gustavo Ribeiro                               |
| Humberto Elizondo                  | Inspetor Norberto Soares                      |
| Wally Barrón                       | Delegado Lima                                 |
| Josefina Echánove                  | Elza San Germán Viúva de Nunes                |
| Magda Karina                       | Lúcia Pereira                                 |
| Lourdes Canale                     | Carmem                                        |
| José Angel Espinoza "Ferrusquilla" | Bráulio Navarro                               |
| Julia Alfonzo                      | Letícia                                       |
| Roberto Vander                     | Gilson Fontes                                 |
| Margarita Isabel                   | Helena Fontes                                 |
| Ramón Menéndez                     | Dr. Frank Syndell                             |
| Jorge Fegan                        | Alberto Escudero "O Joalheiro"                |
| Miguel Gómez Checa                 | Dr. Telmo                                     |
| Blanca Torres                      | Cleotilde Terán                               |
| Edna Bolkan                        | Paulina Pedreira                              |
| Luis Rivera                        | Maurício Bernardes                            |
| Enrique Muñoz                      | Dr. Cruz                                      |
| Carlos Pouliot                     | Edgar Gaxiola                                 |
| Mercedes Pascual                   | Olga Van Der Sandt de Gaxiola                 |
| Ana Bertha Espín                   | Mayra                                         |
| Enrique Hidalgo                    | Francisco Gamboa                              |
| Humberto Valdepeña                 | Dr. Mendonça                                  |
| Cynthia Riveroll                   | Aurélia                                       |
| Enrique Reyes                      | Padre Manuel                                  |
| Santiago Gil Olmos                 | Edgar Larios Gaxiola / Braulio Larios Navarro |
| Lili Inclán                        | Sra. Monteiro (Avó de Bertha)                 |
| Maricruz Nájera                    | Viúva de Gustavo                              |
| César Arias                        | Senhor Jorge (do Asilo Sagrado Coração)       |
| Ricardo Ledezma                    | Paulo (Porteiro do Edifício Shalimar)         |
| Carmen Amezcua                     | Camareira                                     |
| Emilio Guerrero                    | Controlador Aéreo                             |
| Angélica Aragón                    | Amália Larios                                 |
| Eduardo Alcántara                  | Melquíades                                    |
| Edmundo Barahona                   | Trejo                                         |
| Carlos Bonavides                   | Leonardo Sánches                              |
| Oralia Olvera                      | Rocio                                         |
| Gerardo Mayol                      | Gómez                                         |
| Alfonso Obregón                    | Inspetor de Polícia                           |
| Jorge Santos                       | Inspetor de Polícia                           |

## Personagens Principais
- Catarina Creel de Larios (María Rubio): Mulher distinta e de grande notoriedade na sociedade mexicana. É casada com Carlos Larios e sócia dos laboratórios Lar-Creel. Quando seus filhos eram pequenos sofreu um acidente ocasionado por seu enteado José Carlos, a deixando "cega". Utiliza um tapa-olho por considerar uma solução mais estética. É ambiciosa, fria e prepotente. Não medirá esforços para que seu filho Alexandre Larios assuma o controle da empresa. Guarda um grande segredo que é descoberto por seu marido e dá início a toda trama da novela.
- Alexandre Larios Creel (Alejandro Camacho): É o caçula de Carlos Larios e o único filho de Catarina Creel. Trabalha com o pai na administração dos laboratórios Lar-Creel. É casado com Vilma Gaxiola de Larios, por quem é apaixonado. Alejandro considera seu pai o maior exemplo e se considera o sucessor imediato na administração da empresa. É ambicioso e inteligente. Considera-se o oposto de seu irmão mais velho José Carlos.
- José Carlos Larios (Gonzalo Vega): Primogênito da família Larios, filho do primeiro casamento de Carlos Larios. Ainda pequeno golpeou sua madrasta nos olhos com um peão que a teria deixado cega de um olho. Mantém um sentimento por sua madrasta que é uma mescla de amor e remorso pelo que aconteceu. É rechaçado por seus pais pelo acontecido. Não participa da administração dos laboratórios Lar-Creel e passa a maior parte do tempo vivendo nos Estados Unidos, gastando seu dinheiro em jogatina e bebida. Após a morte de seu pai, retorna à Cidade do México. É preso acusado do assassinato do joalheiro Escudero mas é libertado por falta de provas. Conhece Leonora Navarro e se apaixona por ela sem saber o verdadeiro passado da moça.
- Leonora Navarro (Diana Bracho): Jovem moça nascida no interior, mora em um pequeno apartamento na Cidade do México junto com sua madrinha Esperança. Seu pai, um serralheiro, tem poucas condições financeiras e não ajuda a filha. É inteligente, obstinada e estudiosa. Seu maior desejo é destacar-se profissionalmente e dar uma condição de vida melhor para sua madrinha e seu pai. Trabalha como secretária no escritório de engenharia em que Carlos Larios sofre o acidente.
- Vilma Gaxiola de Larios (Rebecca Jones): Esposa de Alexandre Larios. Mulher dedicada e apaixonada. Guarda consigo o segredo de ser estéril e não poder dar herdeiros à família Creel.

## Abertura
A telenovela foi exibida no Brasil em uma época na qual o SBT costumava editar/refazer por completo as aberturas (e seus temas também) na exibição brasileira. Com Cuna de Lobos não foi diferente. Se no México, o tema de abertura era instrumental, no Brasil a música de abertura foi criada especialmente para a novela. O tema de abertura era cantado por Arthur Rezende, que foi integrante do grupo Super Feliz, e também cantava a música tema da novela Carrossel. A música de Ambição consta no LP 12 Super Temas de Novelas lançado em 1992 pelo SBT.

## Exibição

### No México
A trama era exibida de segunda à sexta às 21:00. Os capítulos eram de 30 minutos.
Foi reprisada pelo seu canal original entre 28 de fevereiro a 17 de junho de 1994, às 17:30.
Foi reprisada pelo TLNovelas entre 29 de outubro de 2007 e 22 de fevereiro de 2008, sucedendo Rubi e sendo sucedida por Corazón salvaje.
Foi novamente reprisada pelo TLNovelas entre 21 de julho e 14 de novembro de 2014, sucedendo Mujeres engañadas e antecedendo Dulce desafío.
Sua terceira reprise pelo TLNovelas ocorreu entre 6 de janeiro e 6 de março de 2020, substituindo Navidad sin fin e sendo substituída por La madrastra.

### No Brasil
Foi exibida no Brasil pelo SBT, às 21 horas,  entre 2 de dezembro de 1991 a 23 de março de 1992, em 95 capítulos com o nome de Ambição, substituindo Quinze Anos e sendo substituída por Alcançar Uma Estrela.
Foi reprisada 5 meses após seu término, entre 24 de agosto de 1992 a 2 de janeiro de 1993, em 110 capítulos na faixa das Novelas da Tarde, juntamente com a argentina A Estranha Dama.
Foi exibida pela primeira vez no  TLN Network entre 18 de Março e 12 de Julho de 2013 substituindo Marimar e sendo substituída por Rosa Selvagem.
Foi exibida pela segunda vez no TLN Network entre 20 de Junho e 14 de Outubro de 2016 substituindo Marimar e sendo substituída por A mentira.
Foi exibida pela terceira vez no TLN Network entre 24 de outubro de 2022 a 17 de fevereiro de 2023 substituindo A tempestade e sendo substituída por A vizinha.

### Em Portugal
Exibida na TVI em 1996, a abertura possuía um instrumental, com o nome "Ambição" e com dobragem brasileira.[carece de fontes?]

## Audiência

### No México
Em sua exibição original, a trama alcançou altos níveis de audiência, chegando a marcar 73 pontos em seu capítulo final. Teve rating promédio de 49,9 pontos.

### No Brasil
No Brasil, a trama chegou a alcançar média de 12 pontos,com 18 pontos de maior audiência.

## Prêmios e Indicações

### Prêmio TVyNovelas de 1987
| Categoria                  | Nominado(a)                   | Resultado  |
| -------------------------- | ----------------------------- | ---------- |
| Melhor telenovela          | Carlos Téllez                 | Ganhador   |
| Melhor atriz protagonista  | Diana Bracho                  | Ganhadora  |
| Melhor ator protagonista   | Gonzalo Vega                  | Ganhador   |
| Melhor vilã                | María Rubio                   | Ganhadora  |
| Melhor vilã                | Lilia Aragón                  | Nomeada    |
| Melhor vilão               | Alejandro Camacho             | Ganhador   |
| Melhor primeira atriz      | María Rubio                   | Ganhadora  |
| Melhor primeira atriz      | Carmen Montejo                | Nomeada    |
| Melhor revelação feminina  | Rosa María Bianchi            | Ganhadora  |
| Melhor revelação masculina | Humberto Elizondo             | Ganhador   |
| Melhor escritor            | Carlos Olmos                  | Ganhador   |
| Melhor direção de cena     | Carlos Téllez Antonio Acevedo | Ganhadores |